# Смотра фолклорних ансабала Србије у Симићеву
Смотра фолклорних ансабала Србије (СФАС) је културна, туристичка и етно манифестација, која се одржава у Симићеву, насељеном месту на територији општине Жабари.
Од 1998. године смотра за Браничевски и Подунавски округ, одржава се у организацији Савеза аматера Србије, Центра за културу „Војислав Илић Млађи“ из Жабара и Месне заједнице Симићево, а под покровитељством Општине Жабари.
На овој манифестацији, у сали симићевског Дома културе, наступају такмичари из великог броја културно-уметничких друштава од којих су неки: „Дукат” из Симићева, општина Жабари, „Шевица” из Шевице, општина Кучево, „Вук Караџић”, Стамница-Стамничка Река, општина Петровац, „Милатовац” из Милатовца, општина Жагубица, „Миодраг Миљковић-Мидга” из Ћириковца, град Пожаревац, „Властимир Павловић – Царевац” из Смољинца, општина Мало Црниће, „Војислав Илић-Млађи” из Ореовице, општина Жабари и „Света Петка” из Петке, градска општина Костолац. Жири чине кореографи, етномузиколози и други, а организатори додељују и захвалнице свим учесницима Смотре. Такође, награђују се и најбољи: инструменталисти, вокални солисти, играчи, групе певача, народни оркестри, кореографи и стручни руководиоци. Поред љубитеља фолклора из месне заједнице Симићево и општине домаћина, Смотри присуствују и бројни гости из општина Браничевског и Подунавског округа.